# Atractus esepe
Atractus esepe — вид змій родини полозових (Colubridae). Ендемік Венесуели. Описаний у 2017 році.

## Поширення і екологія
Atractus esepe відомі з типової місцевості, розташованої поблизу Кайміто в еквадорській провінції Есмеральдас, на висоті 102 м над рівнем моря. Вони живуть у вічнозелених тропічних лісах.